# セラミック科
セラミック科は、主に日本の高等学校にある科の名称。窯業に関する学科 (学校)で、学ぶのは主に工業 (教科)のセラミック・窯業・陶芸など。窯業科という名称を改称したものが多い。 

## 設置している学校
現存
- 福島県立会津工業高等学校 - 2008年に化学工学科とセラミック科を統合して、セラミック化学科へ改編。
- 岐阜県立多治見工業高等学校 - 1988年に窯業科に代えてセラミック科を設置。
- 愛知県立瀬戸窯業高等学校 - 専攻科にセラミック陶芸科を設置。2020年に工芸デザイン科（セラミック陶芸コース）へ改編予定。
- 愛知県立常滑高等学校 - 2006年にセラミックアーツ科を設置。
- 大阪市立泉尾工業高等学校 - 1988年に窯業科をセラミック科へ改称。
- 佐賀県立有田工業高等学校 - 1994年に窯業科をセラミック科へ改称。

過去に存在
- 愛知県立瀬戸窯業高等学校 - 1990年に窯業科をセラミック科へ改称したが、2017年に工芸デザイン科と新素材工学科へ改編。
- 三重県立四日市工業高等学校 - 1989年に窯業科をセラミック科へ改称したが、2005年に工業化学科と統合して、物質工学科（セラミックコース）へ改編。
- 滋賀県立信楽高等学校 - 1987年に窯業科をセラミック科へ改称したが、2014年に普通科や工業学科のデザイン科と統合して、総合学科（セラミック系列）へ改編。
- 岡山県立備前緑陽高等学校 - 1991年に窯業科に代えてセラミック科を設置したが、2003年の総合学科改編で消滅し、2005年に閉科。